# Campeonato Mundial de Tiro de 1931
El XXVIII Campeonato Mundial de Tiro se celebró en Lvov (Polonia, en esa época) en el año 1931 bajo la organización de la Federación Internacional de Tiro Deportivo (ISSF) y la Federación Polaca de Tiro Deportivo.

## Resultados

### Masculino
| Evento                                     | Oro                                   | Plata                                     | Bronce                              |
| ------------------------------------------ | ------------------------------------- | ----------------------------------------- | ----------------------------------- |
| Rifle 3 posiciones 300 m                   | Karl Zimmermann · Suiza · 1109 pts.   | Kullervo Leskinen · Finlandia · 1104 pts. | Olle Ericsson · Suecia · 1102 pts.  |
| Rifle 3 posiciones 300 m (equipos)         | Suiza · 5482                          | Finlandia · 5398                          | Noruega · 5363                      |
| Rifle en pos. tendida 300 m                | Sven-Oscar Lindgren · Finlandia · 393 | Kullervo Leskinen · Finlandia · 391       | Johannes Sür Estonia 388            |
| Rifle en pos. de rodillas 300 m            | Walter Lienhard · Suiza · 376         | Sven-Oscar Lindgren · Finlandia · 374     | Kullervo Leskinen · Finlandia · 373 |
| Rifle en pos. de pie 300 m                 | Karl Zimmermann · Suiza · 360         | Olle Ericsson · Suecia · 353              | Jakob Reich · Suiza · 353           |
| Rifle militar 3 posiciones 300 m           | Karl Zimmermann · Suiza · 469         | Uno Weckström · Finlandia · 463           | Bolesław Gościewicz · Polonia · 462 |
| Rifle militar en pos. tendida 300 m        | Marcel Bonin Francia 168              | Lucien Génot Francia 167                  | Uno Weckström · Finlandia · 166     |
| Rifle militar en pos. de rodillas 300 m    | Wilhelm Schnyder · Suiza · 159        | Jan Wrzosek · Polonia · 159               | Karl Zimmerann · Suiza · 156        |
| Rifle militar en pos. de pie 300 m         | Andrzej Matuszak · Polonia · 154      | Uno Weckström · Finlandia · 149           | Karl Zimmermann · Suiza · 149       |
| Rifle en pos. tendida 100 y 200 m          | Jerzy Podoski · Polonia · 569         | Bertil Rönnmark · Suecia · 562            | John Boles Estados Unidos 562       |
| Rifle en pos. tendida 50 m                 | Bertil Rönnmark · Suecia · 395        | Lucien Génot Francia 395                  | Karl-August Larsson · Suecia · 394  |
| Rifle en pos. tendida 50 m (equipos)       | Suecia · 1959                         | Noruega · 1948                            | Finlandia · 1938                    |
| Rifle en pos. de rodillas 50 m             | Kullervo Leskinen · Finlandia · 387   | Bertil Rönnmark · Suecia · 387            | Johannes Grønli · Noruega · 386     |
| Rifle en pos. de rodillas 50 m (equipos)   | Finlandia · 1909                      | Noruega · 1886                            | Suecia · 1852                       |
| Rifle en pos. de pie 50 m                  | Mauritz Amundsen · Noruega · 374      | Einari Oksa · Finlandia · 371             | Kullervo Leskinen · Finlandia · 367 |
| Rifle en pos. de pie 50 m (equipos)        | Finlandia · 1781                      | Dinamarca 1753                            | Suecia · 1751                       |
| Pistola 50 m                               | Marcel Bonin Francia 536              | Václav Kreck Checoslovaquia 532           | Severin Crivelli · Suiza · 528      |
| Pistola 50 m (equipos)                     | Suiza · 2608                          | Francia 2579                              | Finlandia · 2567                    |
| Ciervo móvil 100 m –tiro simple–           | John Boles Estados Unidos 186         | Otto Olsen · Noruega · 183                | Rolf Bergersen · Noruega · 178      |
| Ciervo móvil 100 m –tiro simple– (equipos) | Polonia · 278                         | Noruega · 275                             | —                                   |
| Ciervo móvil 100 m –tiro doble–            | John Boles Estados Unidos 152         | Rolf Bergersen · Noruega · 150            | Martti Liuttala · Finlandia · 148   |
| Ciervo móvil 100 m –tiro doble– (equipos)  | Noruega · 463                         | Polonia · 452                             | —                                   |
| Foso                                       | Józef Kiszkurno · Polonia · 279       | Sándor Lumniczer · Hungría · 279          | August Baumgarten · Austria · 271   |
| Foso (equipos)                             | Austria · 705                         | Hungría · 692                             | Polonia · 678                       |

## Medallero
| Núm. | País           | Oro | Plata | Bronce | Total |
| ---- | -------------- | --- | ----- | ------ | ----- |
| 1    | Suiza          | 7   | 0     | 4      | 11    |
| 2    | Finlandia      | 4   | 7     | 6      | 17    |
| 3    | Polonia        | 4   | 2     | 2      | 8     |
| 4    | Noruega        | 2   | 5     | 3      | 10    |
| 5    | Suecia         | 2   | 3     | 4      | 9     |
| 6    | Francia        | 2   | 3     | 0      | 5     |
| 7    | Estados Unidos | 2   | 0     | 1      | 3     |
| 8    | Austria        | 1   | 0     | 1      | 2     |
| 9    | Hungría        | 0   | 2     | 0      | 2     |
| 10   | Checoslovaquia | 0   | 1     | 0      | 1     |
|      | Dinamarca      | 0   | 1     | 0      | 1     |
| 12   | Estonia        | 0   | 0     | 1      | 1     |
|      | TOTAL          | 24  | 24    | 22     | 70    |